# Callosobruchus subinnotatus
Callosobruchus subinnotatus là một loài bọ cánh cứng trong họ Bruchidae. Loài này được Pic miêu tả khoa học năm 1914.